# Васил Левски
Васил Иванов (Карлово, 18. јул 1837 — Софија, 19. фебруар 1873) је био бугарски револуционар, идеолог, стратег и теоретичар бугарске националне револуције, вођа борбе за ослобођење од османске владавине.
Левски је гледао даље од чина ослобођења и замишљао је бугарску републику етничке и верске једнакости, која у великој мери одражава либералне идеје Француске револуције и савременог западног друштва. Он је рекао: „Бићемо слободни у потпуној слободи тамо где живe Бугари: у Бугарској, Тракији, Македонији; људи ма које националности који живе под овим нашим небом, биће у свему једнаки по правима са Бугарима. Левски је сматрао да све верске и етничке групе које живе у слободној Бугарској уживају једнака права. У Бугарској и Србији је обележен споменицима, а његово име носе бројне националне институције. Године 2007. био је на првом месту у националној телевизијској анкети као највећи Бугарин свих времена.

## Историјска залеђина
Економске потешкоће Османског царства из 19. века довеле су до његовог оличења као „болесника Европе“. Реформе које су планирали султани суочиле су се са непремостивим потешкоћама. Бугарски национализам се постепено појавио средином 19. века са економским успоном бугарских трговаца и занатлија, развојем народног образовања финансираног од Бугара, борбом за аутономну бугарску цркву и политичким акцијама у правцу формирања посебне бугарске државе. Први и Други српски устанак су поставили темеље аутономне Србије током касних 1810-их, а Грчка је успостављена као независна држава 1832. године, након Грчког рата за независност. Међутим, подршка стицању независности кроз оружану борбу против Османлија није била универзална. Револуционарно расположење било је концентрисано углавном међу образованијим и урбаним секторима становништва. Било је мање подршке за организовану побуну међу сељаштвом и богатијим трговцима и занатлијама, који су се плашили да ће османске репресалије угрозити економску стабилност и раширено власништво над земљом на селу.

## Биографија
Левски је рођен у Карлову, 1837. године. Замонашио се у двадесет четвртој години, постао јерођакон, али је касније напустио цркву и прикључио се либералном покрету. Године 1862. Левски је отишао у Кнежевину Србију да се као добровољац придружи Бугарској легији коју је основао такође бугарски револуционар, Георги Раковски. Завршио је у Београду војну академију. Између 1862. и 1868. године учествовао је у свим бугарским борбама против Турског царства.
Крајем 1860-их, Левски је развио револуционарну теорију, које је значила одлучан корак ка бугарском покрету ослобођења. Ова теорија је видела национално ослобађање као подизање на оружје свих Бугара у Османском царству. Устанак би требало да припреми, води и координише централна револуционарна организација. Ова организација би требало да има више локалних револуционарних комитета у свим деловима Бугарске и требало би да делује потпуно независно од било које стране силе.
Левски је такође одредио и будућу форму владавине у ослобођеној Бугарској - демократску републику, која почива на принципима Повеље Људских и Грађанских Права Француске револуције.
До одласка у Бугарску, радио је као трговачки помоћник у Крагујевцу. Левски је почео да поставља локалне комитете 1869. године. До средине 1872. године успео је да успостави јаку мрежу комитета у више бугарских градова и села који су били у сталној вези и примали наређења од тајне владе у граду Ловечу. Комитети су набављали оружје, организовали борбене одреде, и казнене акције против османских званичника и бугарских издајника.
У мају 1872, Бугарски револуционарни централни комитет и Интерна револуционарна организација су се спојиле у једну организацију, убеђени да ће координација рада донети опште добро.
На јесен 1872. османска полиција је ушла у траг неколико комитета у североисточној Бугарској, укључујући и главни штаб организације у Ловечу, након што су активисти револуционарне организације опљачкали османску пошту да би набавили новац за куповину оружја. Хапшења многих револуционара су била претња уништењу организације. У покушају да спасе документацију, Левског су ухапсиле османске власти и обесиле у Софији, фебруара 1873. године.
Подигнут му је у родном Карлову велики споменик, након Првог светског рата.

## Револуционарна теорија и идеје
Крајем 1860-их, Левски је развио револуционарну теорију која је бугарски ослободилачки покрет видела као оружани устанак свих Бугара у Османском царству. Устанак је требало да припрема, контролише и интерно координише централна револуционарна организација, која је требало да укључи локалне револуционарне комитете у свим деловима Бугарске и да делује независно од било каквих страних фактора. Теорија Левског произишла је из поновљених неуспеха да се идеје Раковског ефикасно спроведу, као што је употреба оружаних одреда (чета) са седиштем у иностранству за изазивање опште побуне. Левскијева идеја о потпуно независној револуцији, међутим, није наишла на одобравање целокупног становништва — заправо, он је био једини истакнути бугарски револуционар који ју је заговарао. Уместо тога, многи су интервенцију великих сила сматрали изводљивијим решењем.
Левски је замишљао Бугарску као демократску републику, повремено налазећи заједнички језик са „Декларацијом о правима човека и грађанина”, и у великој мери одражавајући либералне идеје Француске револуције и савременог западног друштва. Он је рекао: „Бићемо слободни у потпуној слободи тамо где живе Бугари: у Бугарској, Тракији, Македонији; људи ма које националности живели под овим нашим небом, биће једнаки у правима по Бугарима у свему. Имаћемо заставу која каже: 'Чиста и света република'... Време је да се једним делом постигне оно што су тражили наша браћа Французи..." Левски је сматрао да су све верске и етничке групе у слободној Бугарској — било да су Бугари, Турци, Јевреји или други — требало би да уживају једнака права. Он је поновио да су се бугарски револуционари борили против султанове власти, а не против турског народа и његове вере: „Ми не терамо турски народ ни његову веру, већ цара и његове законе (једном речју, турску владу), која је варварски владала не само нама, него и самим Турком."
Левски је био спреман да жртвује свој живот за револуцију и стави Бугарску и бугарски народ изнад личних интереса: „Ако победим, победићу за цео народ. Ако изгубим, изгубићу само себе.” У ослобођеној Бугарској он себе није замишљао као националног вођу или високог функционера: „Желимо да видимо слободну отаџбину, а [тада] би ми чак могу наредити да напасам патке, зар није тако?" У духу Гарибалдија, Левски је планирао да помогне другим потлаченим народима света у њиховом ослобођењу када Бугарска буде поново успостављена. Такође се залагао за „строго и редовно рачуноводство” у својој револуционарној организацији и није толерисао корупцију.